# 查瓜尼

查瓜尼是哥倫比亞的城鎮，位於該國中部，由昆迪納馬卡省負責管轄，距離首府波哥大121公里，始建於1770年，面積142平方公里，海拔高度1,178米，2005年人口3,935。
4°57′N 74°36′W / 4.950°N 74.600°W